# موروزومی توراسادا
موروزومی توراسادا (انگلیسی: Morozumi Torasada؛ ۱۴۸۰ – ۱۰ سپتامبر ۱۵۶۱) فرد نظامی بود که در دوره سنگوکو در خدمت تاکدا شینگن بود.